# Henderson County (Texas)
Henderson County je okres ve státě Texas v USA. K roku 2010 zde žilo 78 532 obyvatel. Správním městem okresu je Athens. Celková rozloha okresu činí 2 458 km².